# Lydia Montes
Lydia María Montes García (Madrid, 14 de enero de 1972, más conocida como Lydia Montes) es una entrenadora y exjugadora de balonmano que jugó con la Selección Española y fue miembro del primer equipo español que compitió en unos Juegos Olímpicos (Barcelona'92).

## Trayectoria como entrenadora
Como entrenadora tiene una amplia trayectoria dirigiendo a equipos femeninos. Empezó con el Club Balonmano Muskiz y llevó a la División de Honor española al Balonmano Kukullaga al que llegó en la temporada 2008-09. Además, clasificó para la Copa de la Reina. Con el club vasco compitió dos temporadas en la máxima división nacional (y coincidió con una Izaskun Múgica aún en edad júnior). Tras ocho años en el club, dejó su puesto como entrenadora en la temporada 2016-17. Actualmente y desde el 2021 es entrenadora del equipo juvenil femenino del Balonmano Chelines.
En febrero del 2022 se hizo cargo del combinado autonómico cántabro cadete femenino que compite en el CESA.

## Trayectoria como jugadora
Su carrera le ha llevado por varios equipos en la máxima categoría: BM. Leganés, Balonmano Mislata, Vicar Goya, BM. Elda o Promociones Paraíso Castro-Urdiales o al extranjero, en la 2005-2006, que jugó en el Handball Salermo italiano.
Comenzó a jugar al balonmano en las escuelas del Club Balonmano Leganés y, en la 1991/92 fue fichada, siendo juvenil de primer año, por la EMT Pegaso, lo que supuso su debut en la máxima competición nacional. Un año en Valencia Urbana y otro año de vuelta a Madrid, en la 1994/95 retorna al Constructora Estellés. En la Comunidad Valenciana estuvo hasta 2003, en Elda y Ferrobus hasta que, en 2003, ficha por el conjunto andaluz del Vicar Goya.
En la temporada 2006-07 fue fichada por el  Promociones Paraíso Castro-Urdiales, cuando comandaba el cuadro de máximas goleadoras de la liga italiana. Lydia volvió a España por un problema familiar grave y terminó devolviendo al cuadro cántabro a la Superliga ABF en una fase de ascenso entre el ASISA Costa del Sol y Balonmano Elche.
Compitió en Europa (Champions League, Champions Trophy, EHF European League y la Recopa de Europa) de la mano del Amadeo Tortajada, el Ferrobús Mislata y el Salermo italiano en las temporada 1997/98, 1998/99, 1999/2000 y 2005/06. Sin duda, el mayor éxito internacional fue con la victoria ante el Tertnes Idrettslag en la EHF European League de la temporada 1999/2000.También jugó otras dos finales europeas, la Champions Trophy y la Recopa de Europa, quedando subcampeona.
86 partidos con la Selección de España, en el que anotó 113 goles, su primer partido fue ante la Selección de Portugal, el 10 de junio de 1989. Su última internacionalidad fue el 15 de marzo de 1998, ante Noruega. Entre sus torneos internacionales destaca formar parte del primer combinado nacional que jugó en unos Juegos Olímpicos, en Barcelona'92, además del Campeonato del Mundo de Noruega, en 1993 (también la primera vez que el equipo español jugaba una fase final). Además, jugó tres Juegos Mediterráneos (1991, 1993 y 1997).
Además, jugó 10 partidos con la Selección Española de Balonmano Playa y participó en el primer Campeonato de Europa de Balonmano Playa celebrado en 2004.

### Clubes
- 1991–1992: EMT Pegaso
- 1992–1993: Valencia Urbana
- 1993–1994: EMT Pegaso
- 1994–1995: Constructora Estellés
- 1995–1997: Elda Alicante
- 1997–2003: Ferrobus Mislata / Mar Alicante[15]
- 2003–2005: Vicar Goya
- 2005–2006: Handball Salermo
- 2006–2008: Promociones Paraíso Castro-Urdiales[16]

## Títulos y galardones
- 1 x Liga Europea de la EHF (1999/00)[17][10]

### Galardones individuales
- Máxima goleadora de la Superliga ABF (2005)[10]